# Ramón Jiménez López
Ramón Jiménez López (Ciudad de México; 19 de noviembre de 1951) es un político mexicano, miembro del partido Morena. De 2018 a 2022 se desempeñó como Director General de la Red de Transporte de Pasajeros de la Ciudad de México (RTP). En julio de 2022 fue designado por el presidente Andrés Manuel López Obrador, como director general del Tecnológico Nacional de México (TecNM).

## Trayectoria
Cuenta con una maestría en Economía y Matemática educativa. Fue miembro del Comité Central del Partido Popular Socialista. Ha sido presidente nacional de la Alianza de Organizaciones Sociales y del Comité Mexicano de Estudios del Kimilsunismo. Entre 1991 y 1994 fue representante en la II Asamblea de Representantes del Distrito Federal por el Partido Popular Socialista (PPS) y diputado local del Distrito Federal en la IV Legislatura de la Asamblea Legislativa. Como diputado federal suplente por el PPS en la LIII Legislatura del Congreso de la Unión de México, diputado federal suplente en la LVI Legislatura del Congreso de la Unión de México por el PRD y diputado federal en la LXI Legislatura del Congreso de la Unión de México.
Coordinó el trabajo político del partido Morena en la Alcaldía Gustavo A. Madero en las elecciones del 2018, donde resultó elegido el presidente de México, Andrés Manuel López Obrador.
Actualmente es secretario general del Instituto Latinoamericano de la Idea Juche y del Comité Mexicano para el estudió del Kimilsungismo.

## Distinciones
- Premio Internacional Kim Il Sung (2018)[6]